# Protothereva peruensis
Protothereva peruensis är en tvåvingeart som beskrevs av Webb och Metz 2003. Protothereva peruensis ingår i släktet Protothereva och familjen stilettflugor.
Artens utbredningsområde är Peru. Inga underarter finns listade i Catalogue of Life.